# Río Dwyfor
El río Dwyfor (en galés: afon Dwyfor) es un curso fluvial en Gwynedd, al noroeste de Gales (Reino Unido). La longitud total del río es de 20,1 km y discurre entre Cwm Dwyfor y Cwm Pennant. A lo largo de su recorrido, recibe el aporte de numerosos arroyos que drenan las montañas circundantes de Mynydd Graig Goch, al oeste; Moel Hebog, al este; siguiendo hacia el suroeste por Dolbenmaen, hasta llegar al parque nacional Snowdonia. Pasa por la localidad de Llanystumdwy y más allá, se dirige a la costa, hasta Bahía de Tremadog. Su desembocadura ha sido desviada artificialmente como dos kilómetros, para evitar la deriva costera.
Sus principales afluentes son el afon Henwy, que entra por su orilla izquierda por encima de Dolbenmaen, y el afon Dwyfach, que lo une hacia el oeste con Llanystumdwy. El río Dwyfach se eleva en un área de terreno plano al oeste de la carretera A487, entre Bryncir y Llanllyfni y fluye generalmente hacia el sur.

## Afon
Afon Dwyfor significa el "gran río sagrado' en galés, siendo el sufijo '-for' una forma corrupta de '-fawr' (grande); la forma 'Dwyfawr' está registrada en 1838, mientras que afon Dwyfach sería traducido como 'pequeño río sagrado' (little holy river). La leyenda de Dwyfan y Dwyfach se ha unido a los dos ríos.
El río está atravesado por numerosas carreteras y caminos secundarios, pero también por las carreteras A487, B4411 y A497, así como por la línea de ferrocarril entre Criccieth y Pwllheli. En Dolbenmaen se cree que la calzada romana a Segontium vadeaba el río. Una fortaleza, antigua 
residencia de Llywelyn el Grande, custodiaba el vado durante la Edad Media.
El tumba de David Lloyd George, primer ministro de 1916-1922, se encuentra junto al río Dwyfor en Llanystumdwy. Una roca marca la tumba, aunque no hay inscripciones; sin embargo, posteriormente se erigió un monumento diseñado por el arquitecto Clough Williams-Ellis alrededor de la tumba.